# 發達秘笈
《發達秘笈》是1989年上映的一部香港電影，由高志森及黃百鳴執導、編劇及監製，黃百鳴、李美鳳主演。

## 故事概要
故事主角黃尚（黃百鳴飾）來自長洲。黃尚家境清貧。他原本是老師，但由於小學停辦而失業。
黃尚為了生計而跟隨他親戚新叔（黃新飾）搬到香港市區，並且遇到在對他生命有重大影響的三個女人：新叔的女兒阿萍（楊寶玲飾），同屋住客露露（李美鳳飾）及高級上司珍妮（鄭文雅飾）。
黃尚搬到香港市區後便到新叔就業的公司申氏集團上班。黃尚原本是個勤奮的員工，但時常被上司利玖鵬（葉榮祖飾）欺壓。某天，黃尚與阿萍逛街時遇上一名老伯徐卓夫（鄭君綿飾）。徐卓夫隨後跳海自殺，而黃尚則意外地拿去徐卓夫遺下的一本日記。
徐卓夫遺下的日記名為「發達啟示錄」，內裏記載了與人生哲學同類的點子。這本日記令黃尚漸漸變得不擇手段。他用各種不光彩的方法來升職，包括利用露露來算計利玖鵬和董事長（田豐飾）的姪兒查理斯，導致兩人被董事長解僱。黃尚晉升公司高層後更解僱新叔，並且在拍到珍妮與張經理（黃秋生飾）在泰國的親密片段後向珍妮逼婚。
黃尚最後發現珍妮懷有張經理的骨肉。他一氣之下在滑雪時意外受傷，靈魂出竅，這時，徐卓夫的鬼魂出現，他讓黃尚知道因為他的不擇手段而變成一個神憎鬼厭的人物。徐卓夫的鬼魂更向黃尚說：一個人在生時擁有的財富是帶不走的，能帶走的只是功德和罪孽，並且說黃尚沒有讀到日記最後一頁。
黃尚被救回後就打開日記，最後一頁只有八個字：《六親不認，死路一條》。痛改前非的黃尚連忙向珍妮道歉和答應與她離婚，隨後向董事長辭職並建議由新叔代替其出任副總經理。最後，黃尚找回阿萍並與她道歉，兩人就慢慢地過回那些平淡但美好的生活了。

## 演員表
| 演員   | 角色   | 粵語配音 | 介紹                                                                                |
| 黃百鳴 | 黃尚   | 原音演出 | 找到《發達啟示錄》后變得心狠手辣                                                    |
| 李美鳳 | 露露   | 龍寶鈿   | 黃尚之同屋住客                                                                      |
| 楊寶玲 | 阿萍   | 原音演出 | 新叔的女兒 自小跛腳                                                                 |
| 鄭文雅 | 珍妮   | 原音演出 | 申氏集團的高層                                                                      |
| 盧冠廷 | 十四刀 | 朱子聰   | 曾是露露的感情對象 在打劫申氏集團某工程地盤時與黃尚發生打鬥，並意外地被犀牛角插死。 |
| 許冠英 | 查理斯 | 原音演出 | 申氏集團董事長的姪兒 后因為被黃尚陷害而被解僱                                       |
| 田豐   | 董事長 | 源家祥   | 申氏集團董事長                                                                      |
| 葉榮祖 | 利玖鵬 | 原音演出 | 申氏集團會計部經理。性格霸道。 被黃尚陷害。被申氏集團解僱後到夜總會上班。           |
| 黃新   | 新叔   | 金剛     | 申氏集團員工 黃尚之親戚，介紹其到申氏集團上班                                       |
| 鄭君綿 | 徐卓夫 | 黃子敬   | 寫下《發達秘笈》的那名老伯 后在黃尚死后向其說出他做錯了什麼                         |
| 黃秋生 | 張經理 | 陳嘉輝   | 申氏集團員工 和珍妮有染                                                             |
| 雷達   |        |          | 黃尚在市區居住的包租公                                                              |
| 許芬   |        |          |                                                                                     |

## 外部連結
- 香港影庫上《發達秘笈》的資料（繁體中文）
- 互联网电影数据库（IMDb）上《發達秘笈》的资料（英文）